# Den kungalösa tiden

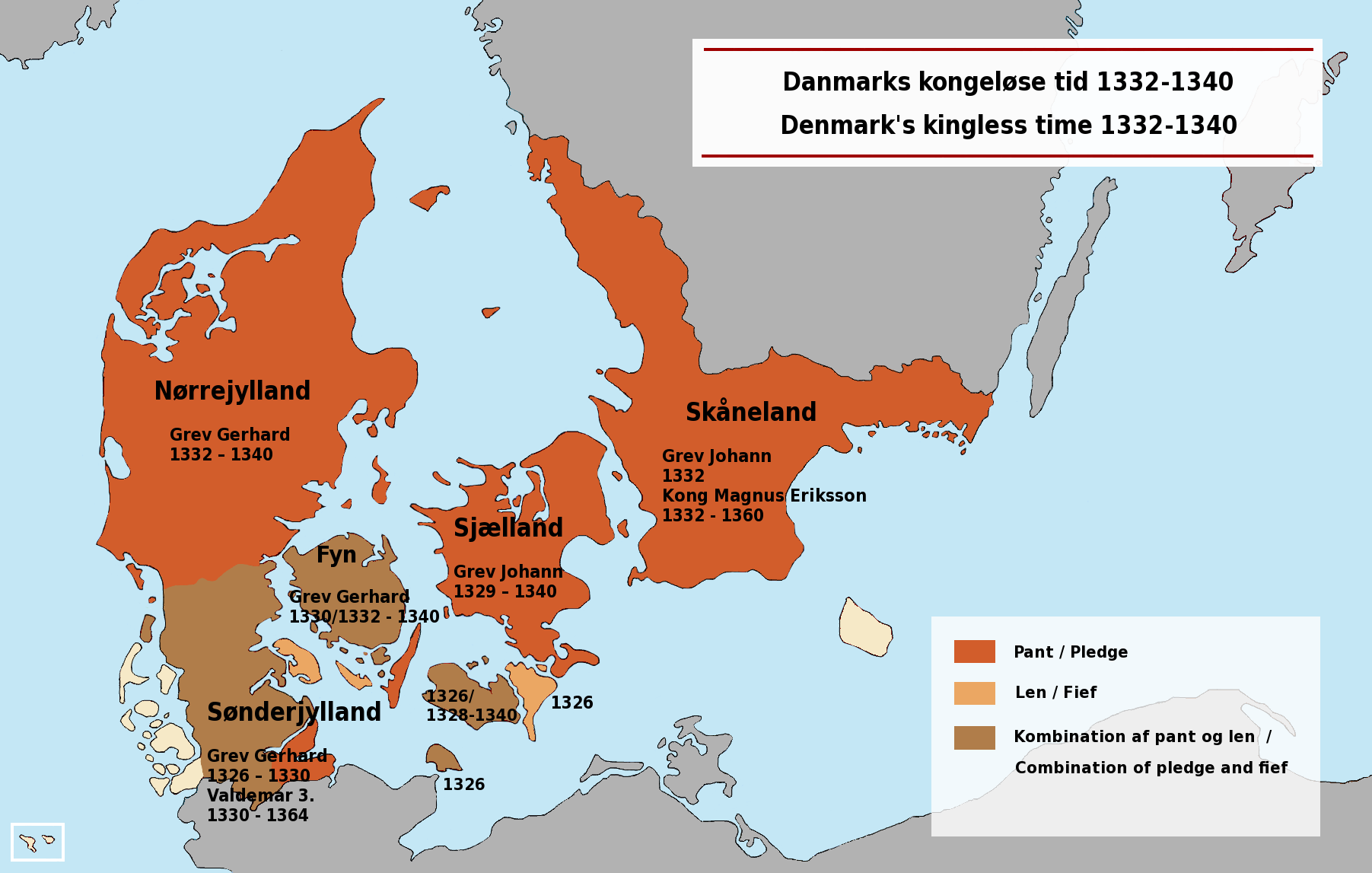
Danmark mellan 1332 och 1340

Den kungalösa tiden (danska: Den kongeløse tid) är i Danmarks historia benämningen på perioden  från 1332 till 1340. När Kristofer II avled 1332 stod Danmark utan kung. Det fanns dock två landägare, greve Johan som var pantherre till Själland, Lolland och Skåneland (alltså området öster om Stora Bält), och greve Gerhard (även känd som greve Gert och "den kale greven" (danska: Den kullede greve), eftersom han var flintskallig) som var pantherre till Jylland och Fyn (området väster om Stora Bält). Grevarna hade rätt att indriva skatter för att täcka sina ekonomiska tillgodohavanden. Skatterna blev brutalt indrivna av pantherrarnas soldater och även i de fall då bönderna kunde betala de hårda skatterna blev de utplundrade av soldaterna, som ödelade deras gårdar. Trots avsaknaden av kung fortsatte dock det administrativa systemet som tidigare; kungliga rättegångar hölls och danehofet inkallades varje år. Det var en mycket orolig tid i dansk historia. På Nørrejylland drog rövarband omkring, skeppsfarten utsattes för sjörövaröverfall och inte ens i städerna kunde man känna sig säker.

## Skåneland
1332 gjorde Skåneland uppror (bl.a. blev 300 holsteinare dödade i Lunds domkyrka) och sökte med den lundensiske ärkebiskopen Karl Eriksen Røde i spetsen skydd hos Sveriges och Norges kung Magnus Eriksson. Magnus löste in det skåneländska pantbrevet från greve Johan för en summa av 34 000 mark silver (cirka 6 ton). Han blev hyllad som kung av Skåneland på Sankt Libers hög utanför Lund. Skåneland var nu som ett eget rike i personalunion med Sverige och Norge. På Jylland gjorde bönderna också uppror, men det blev nerslaget 1334. 
Hertig Valdemar av Sønderjylland anslöt sig till det parti som arbetade för att insätta Kristofer II:s son Valdemar Atterdag på tronen. Greve Gert tvingade hertig Valdemar att lämna ifrån sig Sønderjylland mot att han istället fick överta Nørrejylland, medan greven själv övertog Sønderjylland. Gert utskrev nya skatter för att straffa upprorsmakarna, och med omkring 4 000 man etablerade han sitt högkvarter i Randers.

## Niels Ebbesen
Den jylländske väpnaren Niels Ebbesen samlade en skara på 47 man, som på kvällen den 1 april 1340 red över Randers bro och in staden. De lyckades undvika de holsteinska soldaterna och nådde fram till greve Gert. Med ett hugg skilde Niels Ebbesen grevens huvud från kroppen, och därigenom var Jylland befriat från den hårdhänte härskaren. Från händelsen finns också berättelsen om Sven Trøst, som hade sinnesnärvaro nog att kasta broplankorna i vattnet, efter att Niels Ebbesen och hans folk hade ridit över Randers Bro, så att grevens män inte kunde förfölja dem. För denna bedrift blev han dubbad till riddare av Randersbro av Niels Ebbesen.

## Valdemars kröning
Under våren och sommaren 1340 återerövrade jyllänningarna stora områden av Jylland, förutom Skanderborgs slott, där holsteinarna höll stånd. Den 2 november 1340 kom holsteinska soldater från Fyn till undsättning, varvid 2 200 jyllänningar, däribland Niels Ebbesen, miste livet i den efterföljande striden. Eftersom greve Gert var död flydde hans söner Heinrich och Claus ur landet. Den 22 april 1340 ingicks i Spandau vid Berlin ett fördrag, som innebar att Valdemar Atterdag blev krönt till kung och fick Aalborghus och området norr om Limfjorden. Resten av Nørrejylland återfick han mot betalning på 35.000 mark silver. Därefter lämnade grevarna allteftersom ifrån sig Kalø, Horsens, Kolding och Ribe.

## Inflytande på 1800-talets Danmark
Nikolaj Grundtvig försökte i en dikt 1839 att beskriva stämningen i Danmark under den kungalösa tiden:

Om Danemarks kvide der lød en sang så sørgelig:

Der var ingen konning i Danevang, men borgerkrig.

Dansken var fredløs i skov og på hede,

herrer vi havde af himmelens vrede,

for tyskerne reves om Danmark.